# МТС Юрент
«МТС Юрент» (юридические лица — ООО «Юрентбайк.Ру» и дочернее ООО «Шеринговые технологии») — российский сервис шеринга, франшиза, один из крупнейших в России по парку электросамокатов и географии присутствия, наряду с Whoosh и Яндекс Go. Сервис был запущен в 2016 году предпринимателем Андреем Колесником, кикшеринг — в конце 2018 года самим Колесником и его партнёрами Иваном Туринге и Андреем Калининым на юге России. Сервис предлагает электросамокаты и велосипеды, в том числе и электровелосипеды, а также пауэрбанки, в аренду с помощью приложения. Ранее сервис предлагал каршеринг под брендом «URentCar».

## История

Логотип сервиса до 2024 года

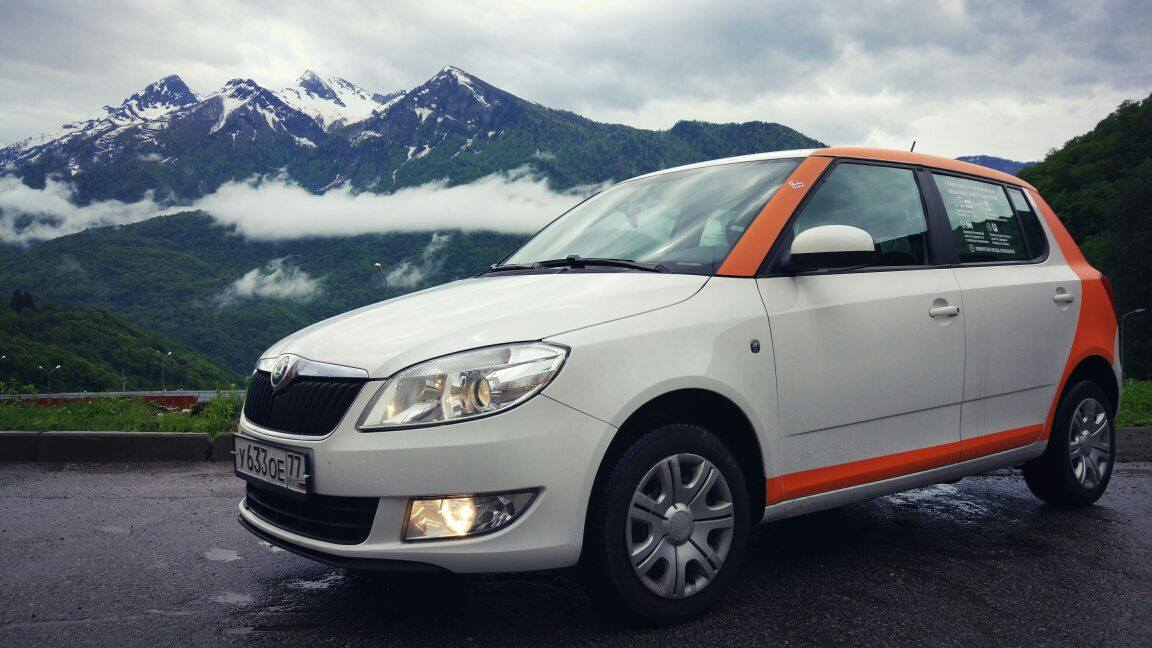
Автомобиль Škoda Fabia сервиса «URentCar»

История сервисов «Юрент» начинается в 2016 году, когда предприниматель Андрей Колесник запустил сервис каршеринга «URentCar». Сервис работал три года, до 2019 года включительно, в Сочи, Адлере, Кавказских Минеральных Водах, Анапе и Геленджике (Краснодарский и Ставропольский края).
В конце 2018 года был запущен «URentBike». Изначально «Юрент» позволял взять в аренду велосипеды, а затем и электросамокаты в Краснодаре, Сочи, Адлере, Анапе и на курорте «Роза Хутор». 
В 2019 году сервис привлёк первые инвестиции от создателей приложения «Сравни такси» Андрея Азарова и Михаила Гейшерика. Однако, в том же году, сервис каршеринга прекратил работу. 

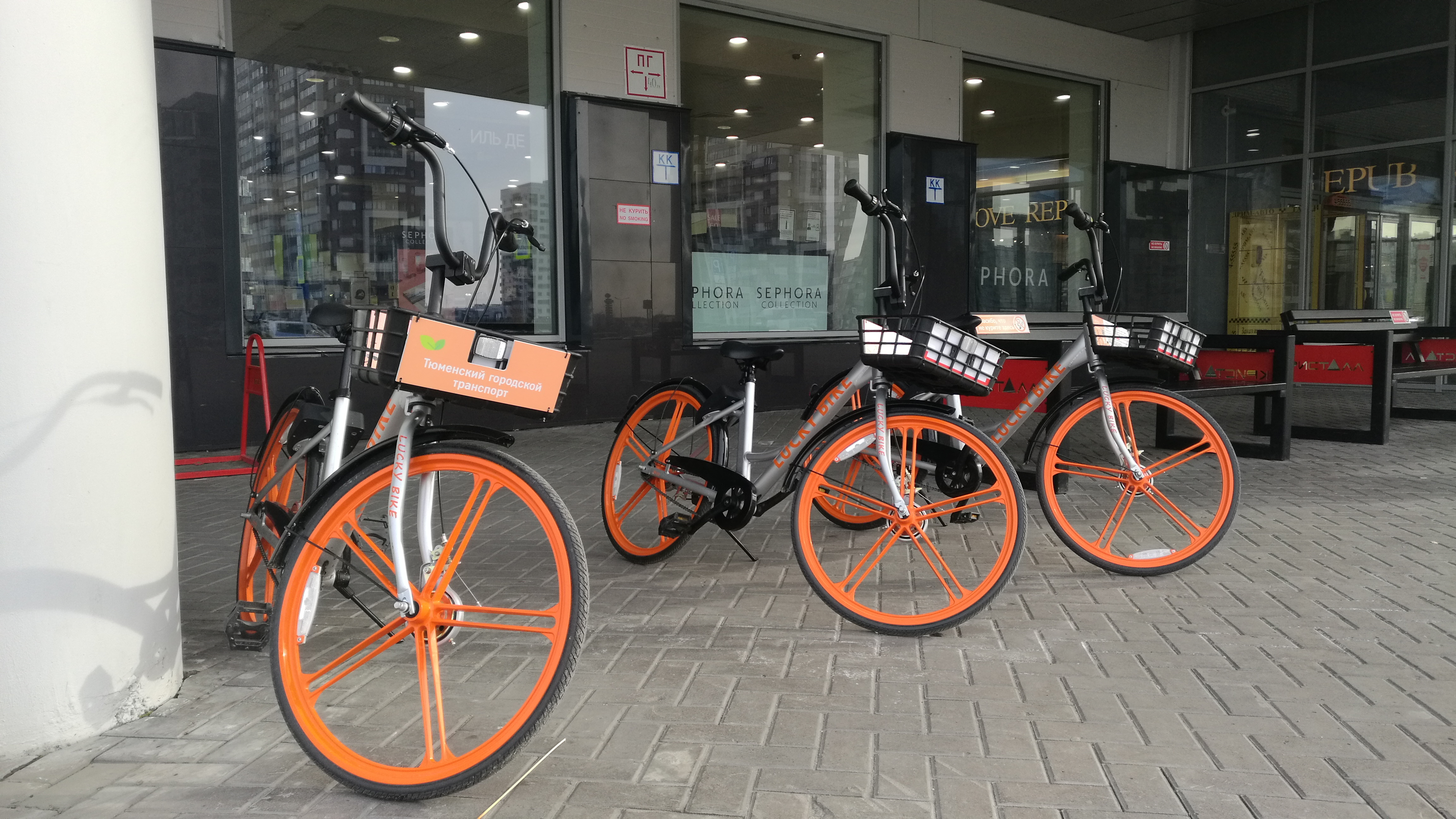
Велосипеды сервиса «Lucky Bike» в Тюмени. 2020 год

В 2020 году они и группа частных инвесторов вложила в сервис 150 млн рублей, которые позволили ему начать федеральную экспансию. В июне 2020 года Юрент запустился в Москве, затем в Казани, Ростове и Санкт-Петербурге. Также Юрент купил «Lucky Bike», сервис аренды самокатов и велосипедов (тоже франшиза). Владелец франшизы «Lucky Bike», Илья Тимаховский, получил долю и стал директором по развитию компании. 
Весной 2021 года сервис привлек 1,2 млрд рублей финансирования на расширение парка и выход в другие города России — в том числе 250 млн рублей от фонда Sistema SmartTech. Также в форме лизингового и кредитного финансирования в раунде участвовали структуры «Сбера», «Ситимобил» и частные инвесторы.
В феврале 2022 году «Юрент» привлёк 2,09 млрд рублей от МТС и венчурного фонда VEB Ventures, входящего в портфель ВЭБ.РФ. По состоянию на апрель «Юрент» работает более чем в 60 городах, всего в сезоне-2022 определено более 100 городов и территорий, где планируется запуск сервиса.
На конец сезона 2022 парк сервиса насчитывает более 80 тысяч электросамокатов. Сервис запустился более чем в 100 городах и территориях.
На начало 2024 года «Юрент» расширила присутствие до 124 городов, а парк самокатов — до 100 тысяч.
В январе 2024 года МТС выкупила акции у основателей и увеличила свою долю в капитале «Юрент» с 11,77% до 80,58%, став контролирующим акционером. После сделки сервис обновил название на «МТС Юрент», также обновлённый логотип появился в брендинге на самокатах.
Весной 2024 года сервис представил электросамокат «Юрент 2.0» разработки «Юрент» и белорусской ГК «Eleven». Также весной «МТС Юрент» запустил аренду пауэрбанков, в рамках партнёрства с сервисом «Get Energy» (позднее добавив их в подписку МТС Premium).
Развитие сервиса продолжилось и летом: так, в конце июня 2024 года сервис представил прототип электросамоката для ДПС. В июле 2024 года сервис запустил аренду электровелосипедов в Москве и Московской области. В августе 2024 года «Юрент» и «Eleven» представили грузовой электровелосипед.
В декабре 2024 года Юрент купил белорусскую компанию «Eleven».
В 2025 году сервис ввёл рейтинговую систему. Также стало известно, что белорусская «Eleven» может сменить бренд в Беларуси.

## Принцип работы
Аренда самокатов, велосипедов и пауэрбанков доступна в приложении «МТС Юрент».

### Прокатный транспорт
Самокаты и велосипеды могут быть доступны как в рамках сезона, так и круглый год (например, в южных регионах России). Аренда самокатов или велосипедов допускается только для совершеннолетних лиц.
Для аренды транспорта необходимо отсканировать QR-код на руле или ввести номер вручную. Перед поездкой нужно привязать банковскую карту. Для завершения поездки необходимо оставить транспорт в пределах парковки (в том числе виртуальной парковки; парковку необходимо найти в приложении) и сфотографировать транспорт. Можно включить режим ожидания.
Самокаты и велосипеды можно бронировать.
Есть функция «Мультиаренда», позволяющая взять до 5 самокатов на один аккаунт, хотя доступ к функции может быть ограничен.
Пользователь может получить скидку на поездки при использовании подписки «MTS Premium» (ранее действовала отдельная подписка «Plus»).

#### Страхование поездки
Страховку предоставляет СПАО «Ингосстрах». Доступны две страховки — базовая и полная:
- Базовая страховка распространяется только на здоровье клиента, покрывает до 100000 ₽.
- Полная страховка (за доплату) распространяется на здоровье клиента, а также на здоровье и имущество окружающих лиц, покрывает до 600000 ₽.

#### Штрафные санкции
За использование электросамокатов лицами, не достигшими 16-летнего возраста действует штраф до 30 000 рублей во всех российских городах, за исключением Москвы, где за аналогичное нарушение предусмотрено взыскание в размере 100 000 рублей.

### Шеринг пауэрбанков
Для аренды пауэрбанка нужно найти доступную стойку с пауэрбанками в приложении, отсканировать QR-код станции и привязать банковскую карту. Для возврата пауэрбанка достаточно найти доступную станцию и вставить пауэрбанк в неё. Аренда завершится автоматически.
В 2025 году сервис продал практически все пауэрбанки и станции аренды другому шерингу, сервису «Бери Заряд».

## Парк
Парк прокатных электросамокатов насчитывает около 150 тысяч электросамокатов, включает модели от Ninebot, Okai, Eleven и других производителей. Парк прокатных велосипедов включает электровелосипеды Ninebot B100, велосипеды сервиса Ofo и сервиса Lucky Bike и другие модели.

## Критика

### Интеграция сервиса Lucky Bike

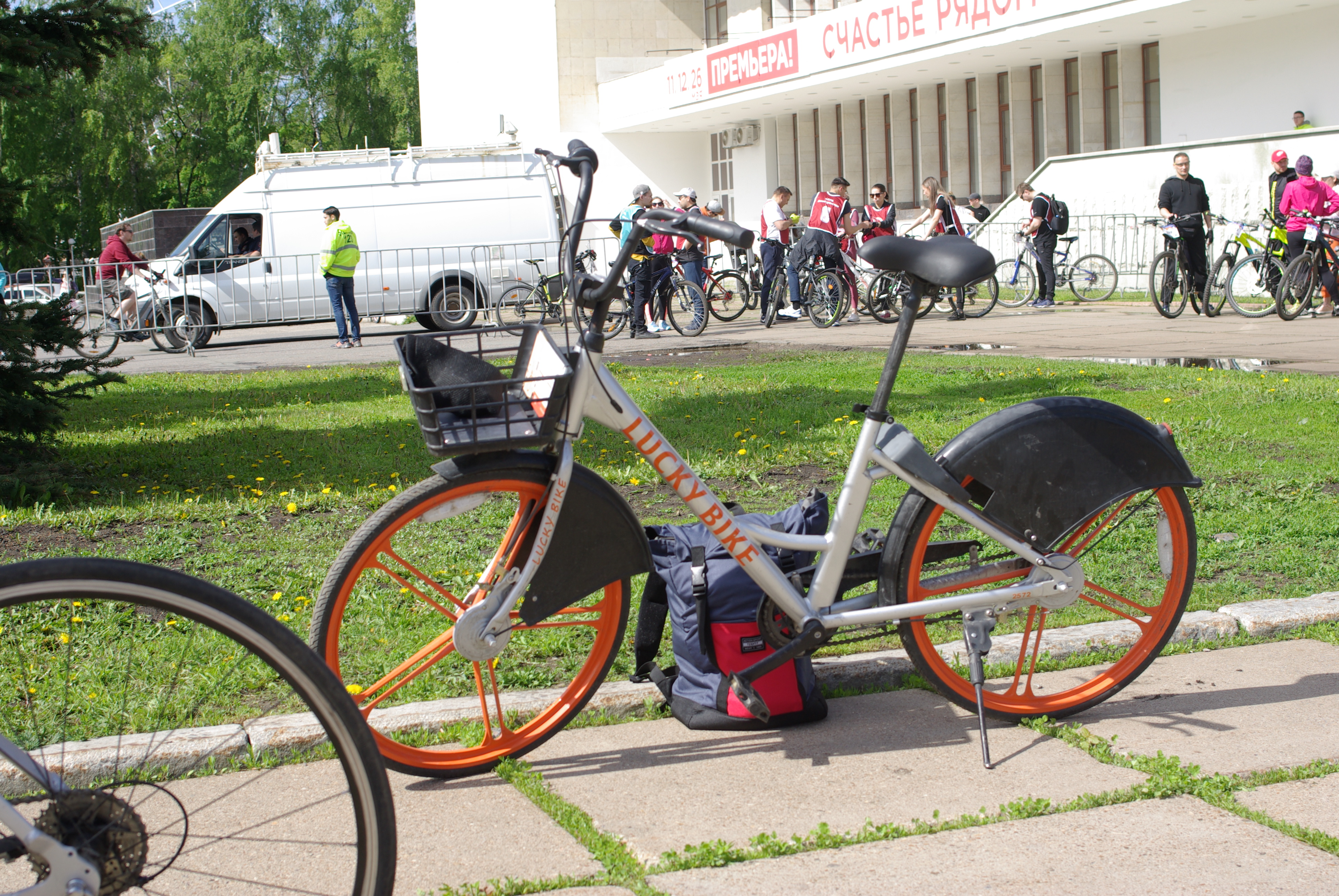
Велосипед сервиса «Lucky Bike» в Уфе. Фото 2022 года — последнего года работы сервиса «Lucky Bike»

В период с осени 2022 года по 2023 год сервис «Lucky Bike» полностью вошёл в состав «Юрент», в 2023 году веб-сайт и мобильные приложения «Lucky Bike» прекратили работу. Однако, решение о прекращении работы привело к судебным искам со стороны одного из франчайзи (в удовлетворении исков было отказано).

### Социальная реклама сервиса
Для продвижения и популяризации кикшеринга, а точнее — повышения культуры и безопасности пользования, «Юрент» периодически публикует социальную рекламу, а также проводит т.н. «школы вождения».
Однако, в июле 2023 года, сервис выпустил противоречивую социальную рекламу под названием «Петушеринг». Наиболее спорным нюансом этой кампании стало применение тюремного жаргона в адрес пользователей (сервис утверждает, что реклама обращена, прежде всего, к злостным нарушителям правил проката).

## Галерея

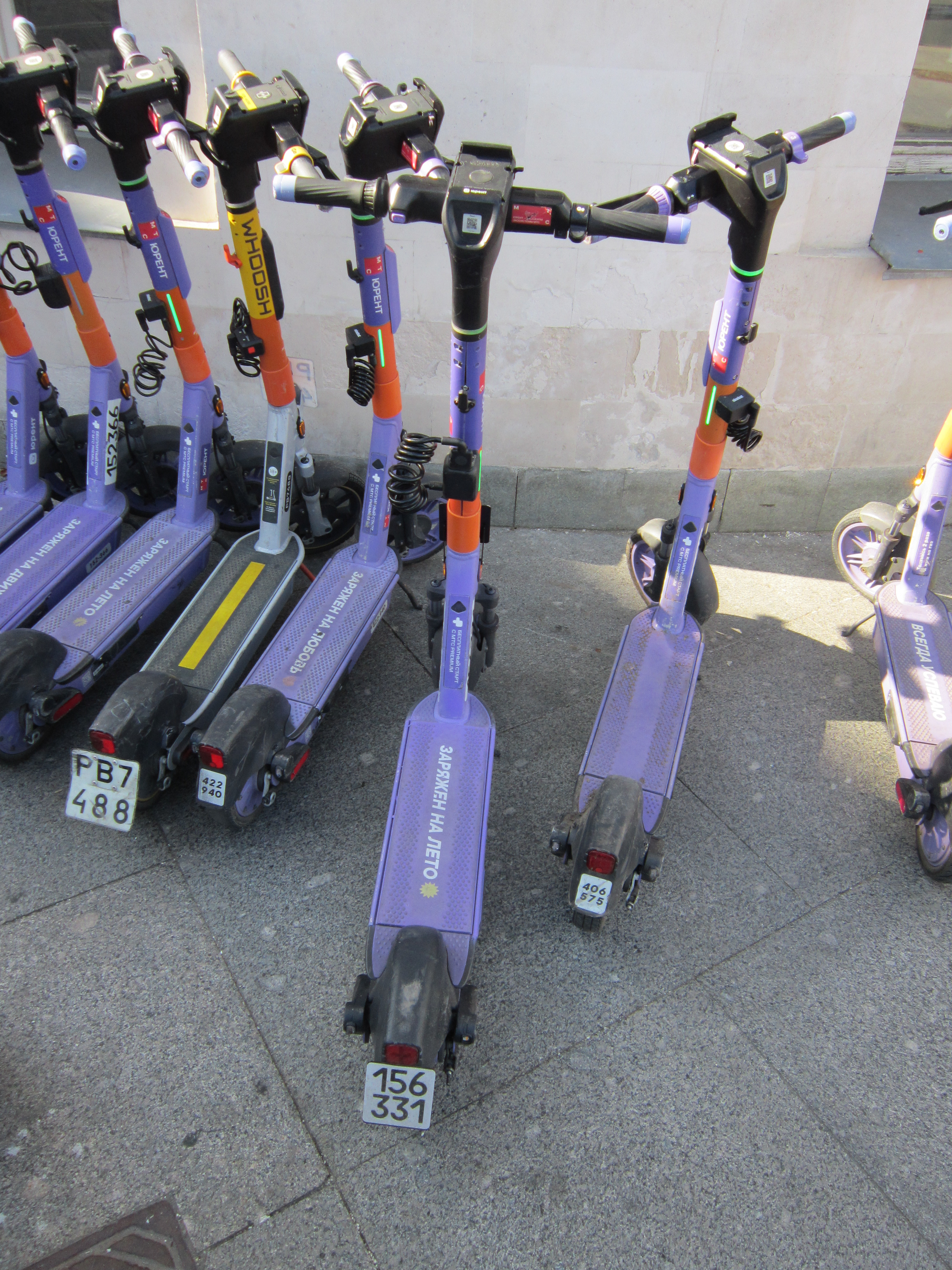
Электросамокаты Ninebot SL90. Один из них — с номерами спереди и сзади нового образца
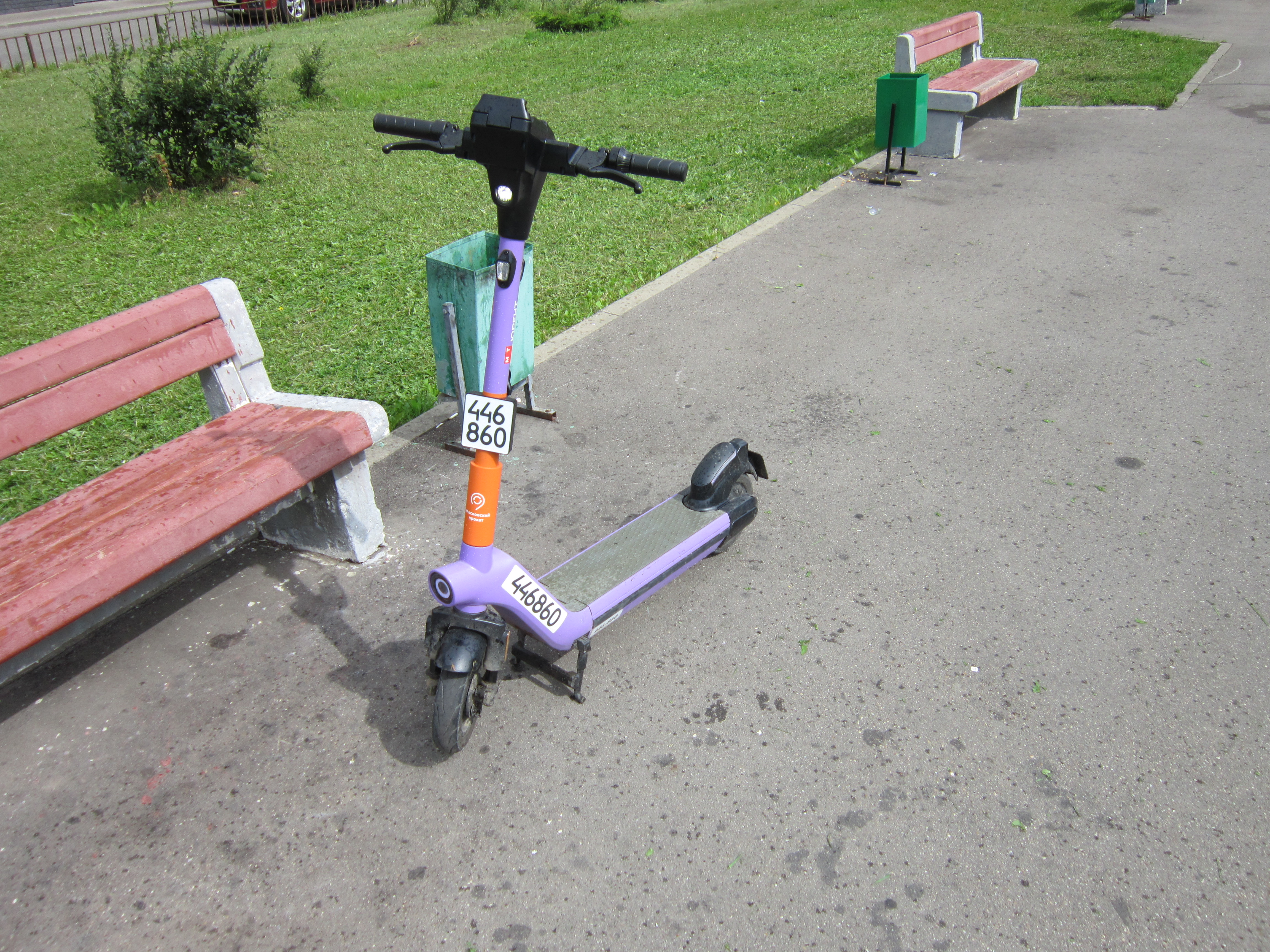
Электросамокат «Юрент 2.0»
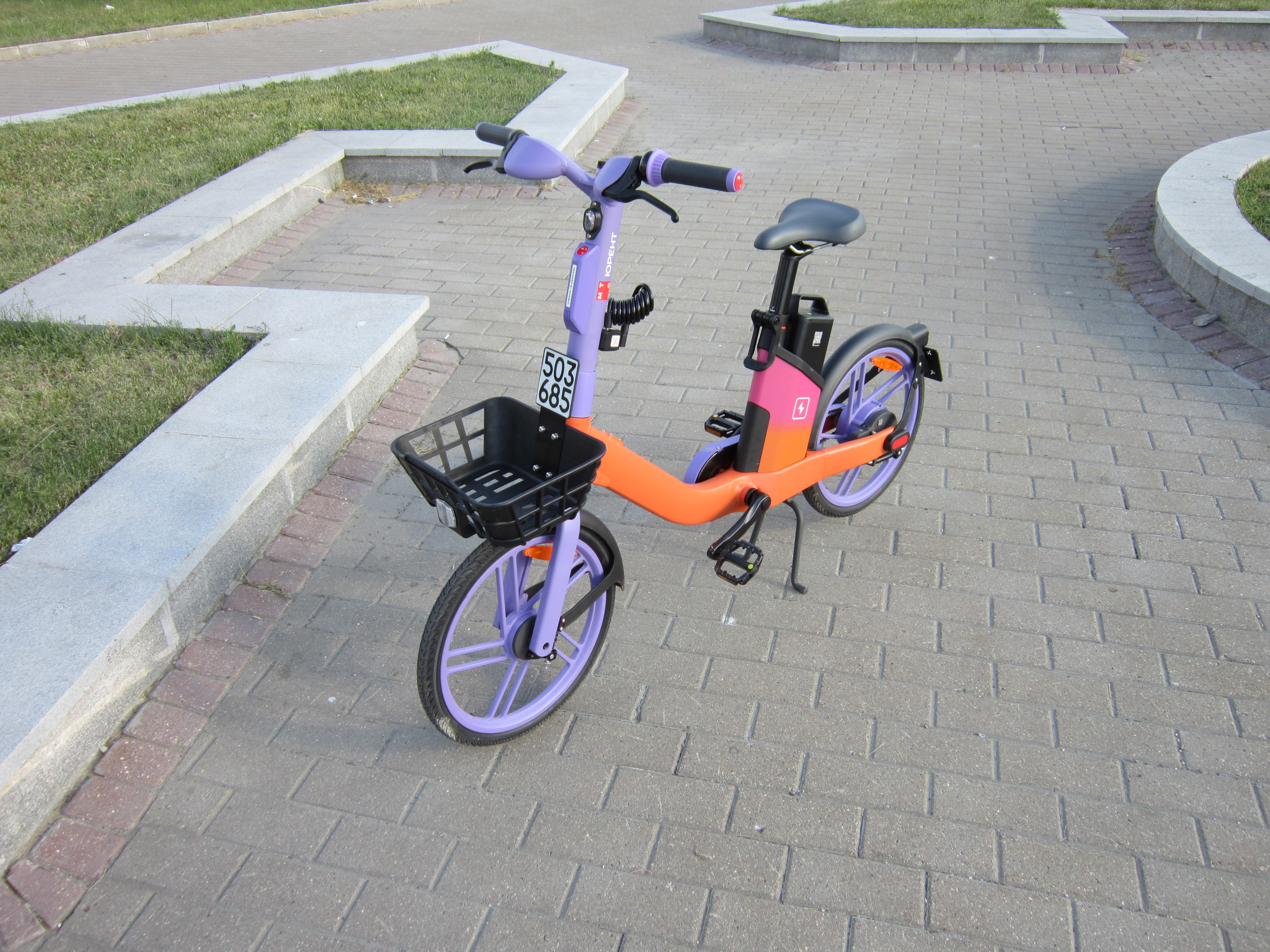
Электровелосипед Ninebot B100
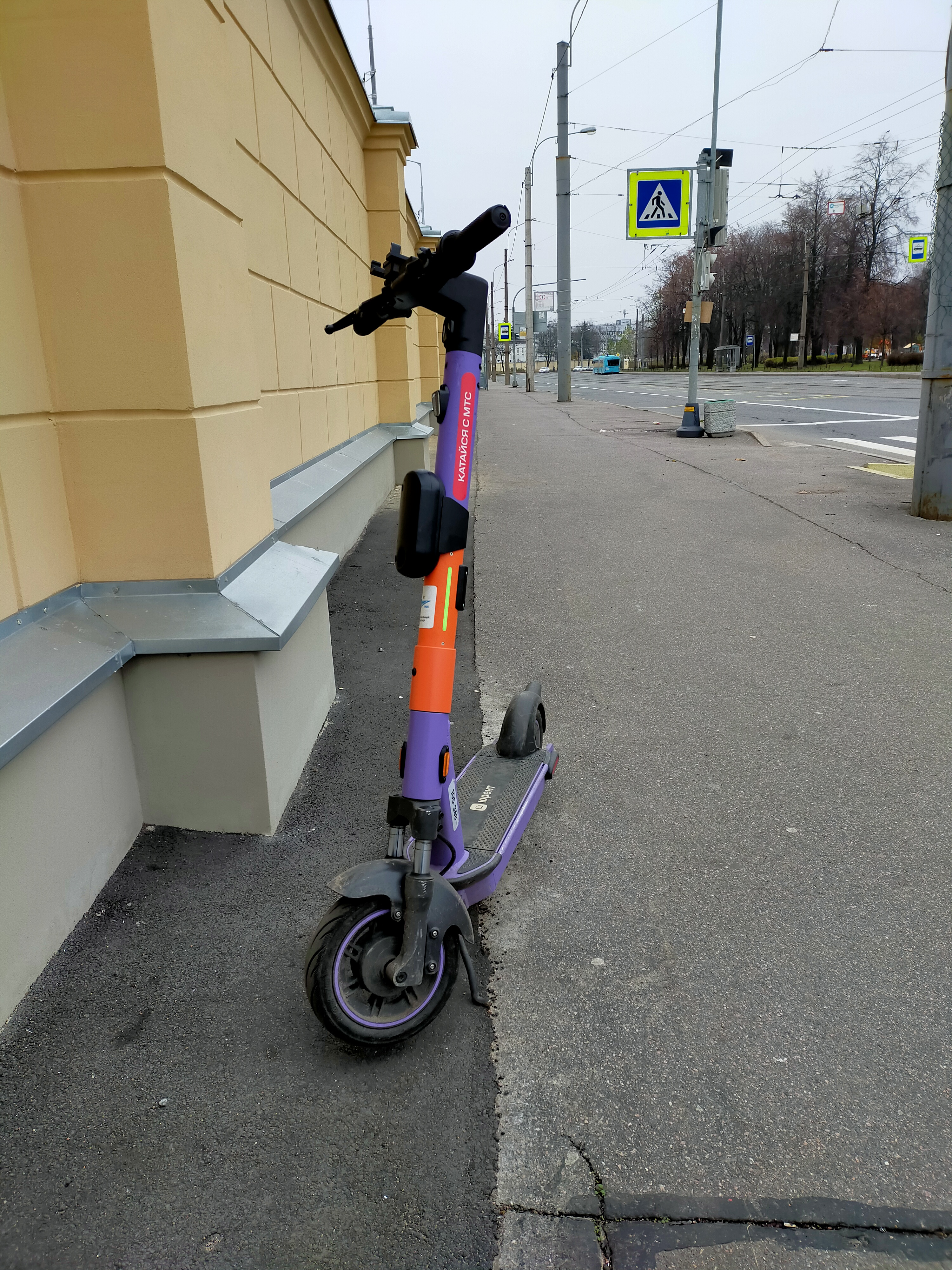
Электросамокат Ninebot Max Plus в Санкт-Петербурге
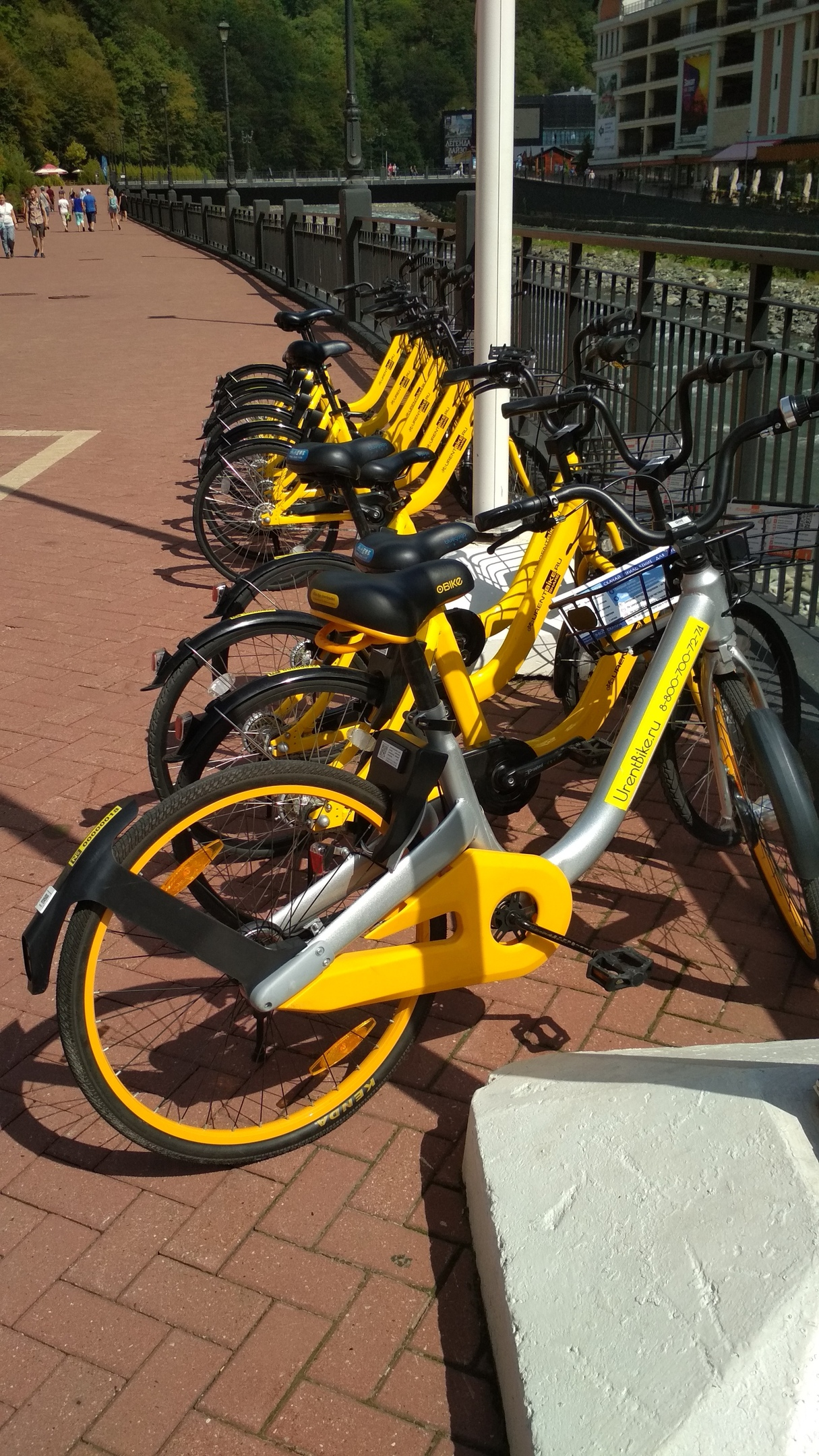
Велосипеды в Сочи
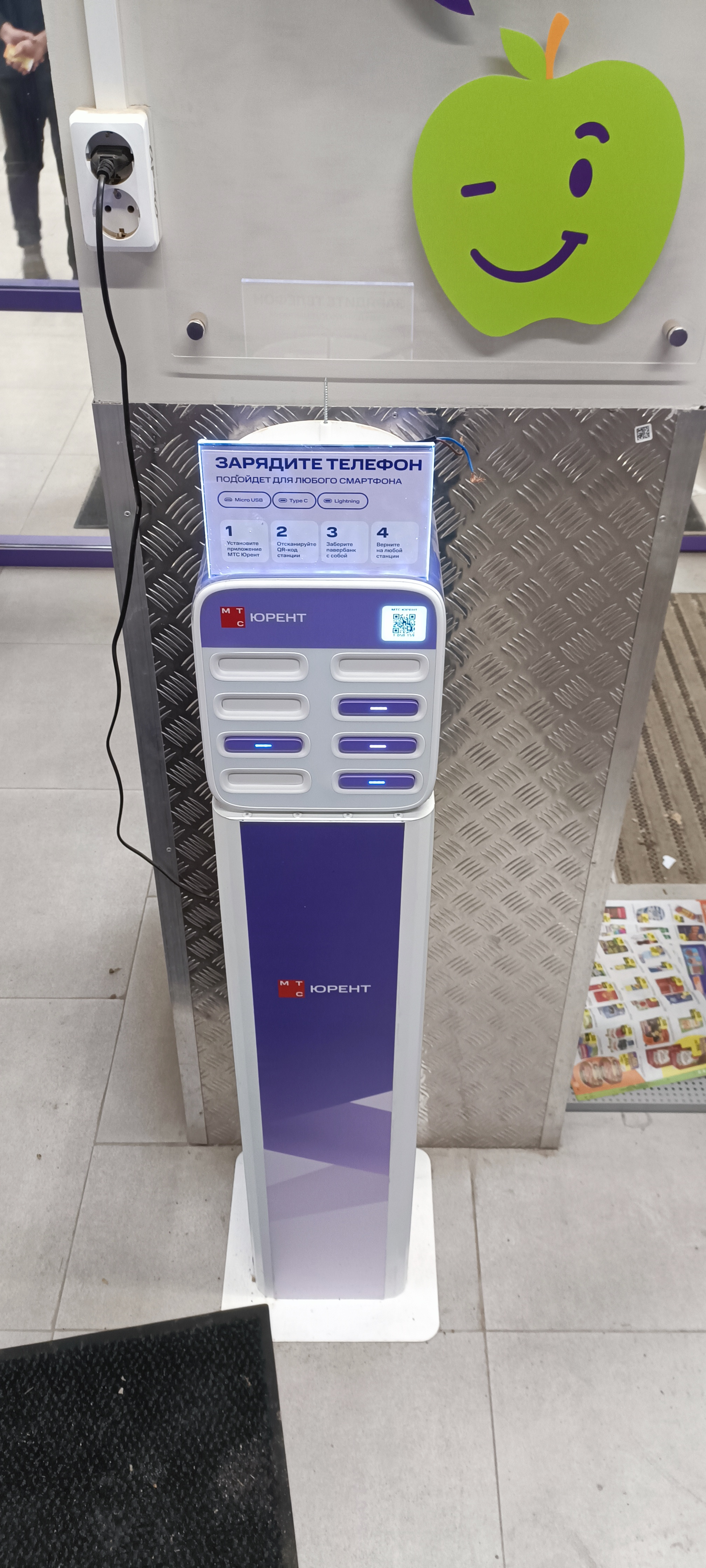
Стойка с пауэрбанками в Москве
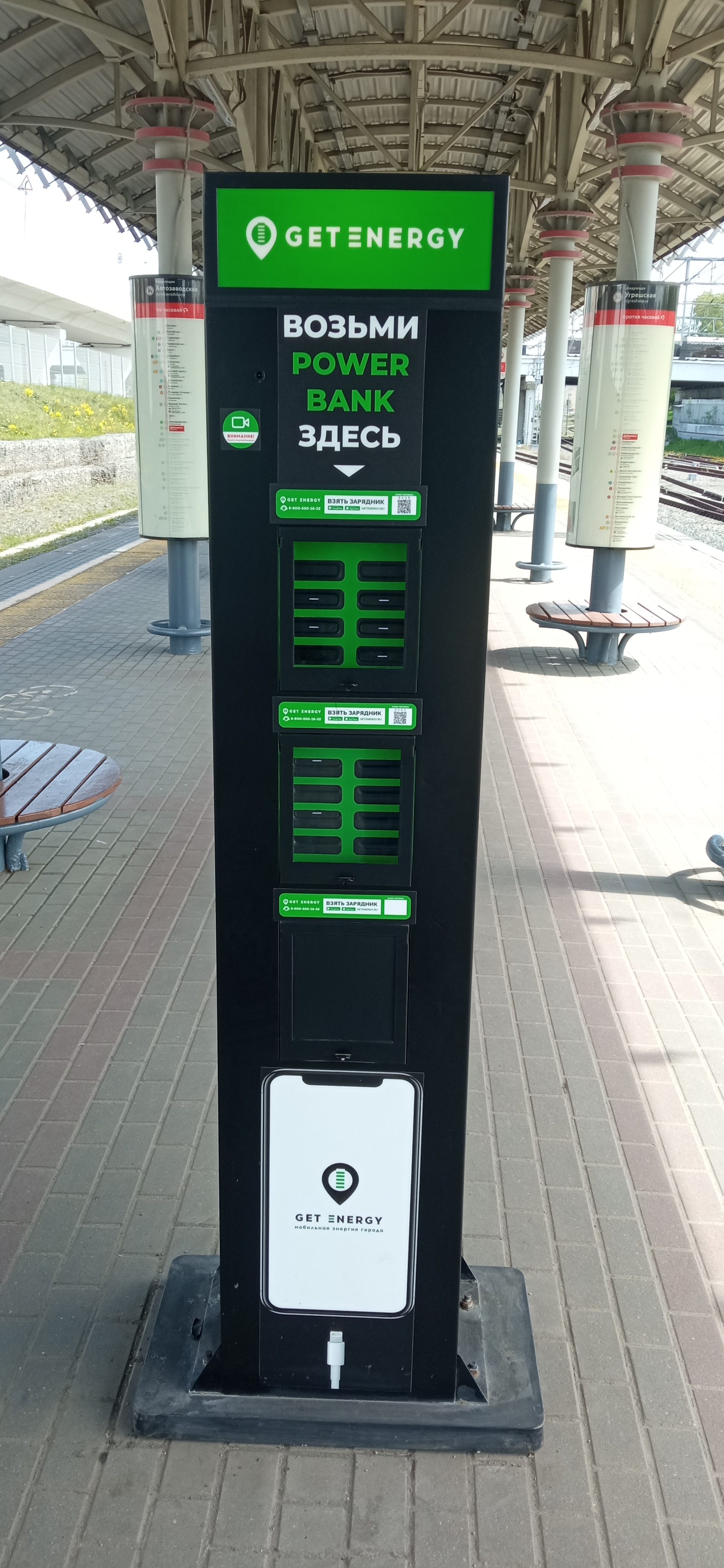
Стойка с пауэрбанками партнёрского сервиса «Get Energy»